# Арчвебистба
Арчвебистба (груз. არჩვების ტბა) — озеро треугольной формы на Кельском плато. По озеру проходит фактическая граница Грузии и Южной Осетии. Площадь 0,13 км², наибольшая глубина — 5,5 м. Питание озера снеговое и дождевое. Высота над уровнем моря — 3075 м.
Питание снеговое. Впадающих и вытекающих рек нет.
С востока над озером возвышается гора Шерхота высотой 3694,8 метров.